# فيرناندو بيوسا أرينا
صالة فيرناندو بيوسا (بالإسبانية: Fernando Buesa Arena)‏ صالة رياضية مغلقة في مقاطعة ألافا في إسبانيا، تستخدم غالباً لمنافسات كرة السلة وهي معقل نادي ساسكي باسكونيا لكرة السلة، تأسست سنة 1991 وتتسع إلى 15.500 متفرج.